# 오을식
오을식(吳乙植, 1960년 ~ )은 대한민국의 소설가이다. 전라남도 무안에서 태어나 고려대학교 국문학과를 졸업했다.

## 생애
1993년 《자유문학》신인상을 받으며, 문단에 나왔다. 소설집 《비련사 가는 길》이 2008년 문화관광부 우수도서로 선정되었고, 2011년 서울문화예술재단 창작기금을 받았다. 제주 문화예술재단 이사와 「삶과 문화」편집인, 한국소설가협회 중앙위원을 역임했다.

## 수상
- 2005년 제31회 한국소설문학상[1]
- 2008년 제8회 자유문학상[1]
- 2011년 제3회 현진건문학상 : 수상작은 단편 〈달밤〉. 심사위원단은 “치밀한 묘사와 특이한 소설적 장치로 오늘날 농촌이 당면한 현실을 감동적으로 형상화했다”라고 선정 이유를 밝혔다.[2]

## 작품
- 《비련사 가는 길》(청어, 2008) ISBN 978-89-92554-65-7